# Gila Altmann
Gila Altmann (* 22. Mai 1949 in Wilhelmshaven als Gisela Kowalke) ist eine deutsche Politikerin (Bündnis 90/Die Grünen).
Sie war von 1998 bis 2002 Parlamentarische Staatssekretärin beim Bundesminister für Umwelt, Naturschutz und Reaktorsicherheit.

## Leben und Beruf
Nach dem Abitur 1969 am Käthe-Kollwitz-Gymnasium in Wilhelmshaven absolvierte Gila Altmann ein Studium an der Pädagogischen Hochschule in Hildesheim für das Lehramt an Grund- und Hauptschulen in den Fächern Bildende Kunst, Mathematik und Chemie, welches sie 1973 beendete. Anschließend war sie bis 1976 Lehrerin an einer Sonderschule für Lernbehinderte und danach bis 1991 an der Hauptschule Moordorf.
Von 2005 bis 2007 war sie als Regierungsberaterin im aserbaidschanischen Umweltministerium tätig. Von 2007 bis 2012 arbeitete sie als Beraterin für das staatliche Tourismusinstitut von Aserbaidschan. Sodann kehrte sie nach Deutschland zurück. Derzeit ist sie im International Office der Jade-Hochschule in Wilhelmshaven tätig.
Altmann ist verheiratet und hat drei Kinder.

## Partei
1981 wurde sie Mitglied der Partei Die Grünen. Von 1991 bis 1994 war sie hauptamtliche Landesvorsitzende der Grünen in Niedersachsen. Bei den Bundestagswahlen 1990, 1994 und 1998 kandidierte sie jeweils als Spitzenkandidatin von Bündnis 90/Die Grünen auf Platz 1 der niedersächsischen Landesliste.

## Abgeordnete
Gila Altmann gehörte dem Stadtrat von Aurich an und war hier von 1986 bis 1993 Vorsitzende der Grünen-Fraktion.  
Von 1994 bis 2002 war sie Mitglied des Deutschen Bundestages. Hier war sie von 1994 bis 1998 verkehrspolitische Sprecherin der Bundestagsfraktion Bündnis 90/Die Grünen. Altmann ist stets über die Landesliste Niedersachsen in den Bundestag eingezogen.
Seit 2013 ist Gila Altmann Mitglied des Kreistages im Landkreis Aurich und dort Sprecherin der Fraktion von Bündnis 90/Die Grünen. Seit den Kommunalwahlen 2016 ist sie außerdem Sprecherin der Stadtratsfraktion von Bündnis 90/Die Grünen in Aurich.

## Öffentliche Ämter
Am 27. Oktober 1998 wurde Gila Altmann als Parlamentarische Staatssekretärin beim Bundesminister für Umwelt, Naturschutz und Reaktorsicherheit in das Kabinett der von Bundeskanzler Gerhard Schröder geführten Bundesregierung berufen. Nach der Bundestagswahl 2002 schied sie am 22. Oktober 2002 aus dem Amt.

## Veröffentlichungen
- Philine von Oppeln, Gerald Läzer und Gila Altmann: Aserbaidschan. Mit Baku, Kaukasus und Kaspischem Meer. Reiseführer. 2. Auflage. Berlin: Trescher, 2012, ISBN 978-3-89794-228-8.[11]